# Maria Mirska-Zarembina
Maria Mirska-Zarembina (Zarębina), z d. Juszczakiewicz (ur. 24 marca 1879 w Krakowie, zm. 13 lipca 1959 w Skolimowie) – polska aktorka teatralna.

## Życiorys
Kształciła się w Krakowie, w szkole dramatycznej Stanisława Knake-Zawadzkiego. Na scenie debiutowała w 1899 roku, pod panieńskim nazwiskiem. W latach 1899-1900 pod pseudonimem Mirska występowała w Teatrze Miejskim w Krakowie. Następnie grała w Poznaniu (Teatr Polski, 1900-1901), Sosnowcu (1902, 1905) oraz Lwowie (Teatr Ludowy, 1904). W 1905 roku wyszła za mąż za Józefa Zarembę (Szustra) - aktora i reżysera; od tego momentu występowała jako Mirska-Zarembina (radziej Mirska lub Zarembina).
W kolejnych latach występowała w Lublinie (1905), Ciechocinku (1906, 1908), Krakowie (Teatr Ludowy, 1906-1907), Kaliszu (1907-1908), Płocku i Łomży (1908-1909) oraz Lwowie (Teatr Miejski 1910-1911, Teatr Nowy 1911). W kolejnych latach najprawdopodobniej zrezygnowała z aktorstwa. W 1920 roku była członkinią zespołu Teatru Powszechnego w Poznaniu (pod nazwiskiem Zarembina), natomiast w 1923 roku figurowała w dokumentach ZASP jako bezrobotna. Na scenę wróciła w 1924 roku, kiedy to grała w Teatrze Miejskim w Grudziądzu (do 1927 roku), a następnie występowała w Teatrze Miejskim w Toruniu (1930-1934) oraz Teatrze Wołyńskim w Łucku (1936-1937). 
Po II wojnie światowej zamieszkała w Schronisku Artystów Weteranów Scen Polskich w Skolimowie, gdzie zmarła.